# Niki Sanders
Niki Sanders is een personage in de televisieserie Heroes. Ze wordt gespeeld door Ali Larter.
Niki Sanders heeft een relatie met D.L. Hawkins. Ze heeft net als haar vriend en zoon een gave. Ze heeft een alter ego (haar adoptie-zus Jessica). Haar alter ego is sterker dan die van een gemiddeld mens en gaat meestal de slechte kant op. Op het einde van het eerste seizoen slaagt ze erin haar andere 'ik' te verdrijven en weer 'heel' te worden.
Niki heeft drie zussen en twee daarvan zijn drielingen. De andere twee zussen zijn Barbara en Tracy Strauss. Ze zijn alle drie geïnjecteerd met een "formule" waardoor je een kracht krijgt. 
Haar derde zus is Jessica Sanders die al jong overleden is en is geadopteerd.